# Лузевера
Лузевера (итал. Lusevera) је насеље у Италији у округу Удине, региону Фурланија-Јулијска крајина.
Према процени из 2011. у насељу је живело 192 становника. Насеље се налази на надморској висини од 484 м.

## Становништво
Према резултатима пописа становништва 2011. у општини је живело 700 становника.
| 1951. | 1961. | 1971. | 1981. | 1991. | 2001. | 2011. |
| ----- | ----- | ----- | ----- | ----- | ----- | ----- |
| 2.377 | 1.910 | 1.140 | 949   | 781   | 788   | 700   |